# Mellicta norwegica
Mellicta norwegica är en fjärilsart som beskrevs av Aurivillius 1888. Mellicta norwegica ingår i släktet Mellicta och familjen praktfjärilar. Inga underarter finns listade i Catalogue of Life.